# Alexandre Phliponeau
Alexandre Phliponeau, né le 26 janvier 2000 à Marseille, est un footballeur français qui joue au poste de milieu défensif à l'ESTAC Troyes.

## Biographie

### Carrière en club

#### Formation à l'Olympique de Marseille (2011-2021)
Alexandre Phliponeau rentre au centre de formation de l'Olympique de Marseille, en 2011, à l'âge de 10 ans. Il effectue l'entièreté de sa formation dans le club phocéen, jouant dans toutes les catégories de jeunes du club. En 2017, il fait ses débuts en équipe réserve, jouant en National 2.
Lors de la saison 2018-2019, il se retrouve sur le banc de l'équipe première en Ligue Europa, lors du match Eintracht Francfort - Olympique de Marseille mais il ne rentrera pas en jeu lors de la défaite olympienne 4-0. À la fin de la saison, il signe son premier contrat professionnel avec l'Olympique de Marseille. Durant les deux prochaines saisons, il jouera uniquement avec l'équipe réserve si ce n'est à deux reprises où il se trouvera sur le banc en Ligue 1.

#### Prêt en National, au FC Sète (2021-2022)
Après avoir quatre saisons avec l'équipe réserve en National 2, Phliponeau est prêté au FC Sète, club de National. Il deviendra titulaire indiscutable avec les Sétois, jouant 27 matchs sur 34 et marquant le premier but de sa carrière en senior face à l'US Créteil-Lusitanos.

#### Départ pour le FC Annecy et ligaments croisés (2022-2023)
Après une saison pleine en National, le Marseillais, en fin de contrat avec l'Olympique de Marseille grimpe d'un échelon puisqu'il rejoint le FC Annecy, club promu de Ligue 2 pour une saison et une seconde en cas de maintien du FCA en Ligue 2. Cependant sa saison tourne court puisqu'après avoir joué les huit premiers matchs en tant que titulaire, il se rompt les ligaments croisés lors du match FC Annecy - US Quevilly-Rouen et doit subir une opération et brusquement stoppé sa saison durant plusieurs mois. De retour en avril 2023 à l'entraînement, il joue son premier match depuis sa blessure en mai 2023, face au leader (Le Havre AC). Au final, il ne jouera que 11 matchs de Ligue 2 cette saison.

#### Imbroglio puis signature à l'US Concarneau (2023-2024)
Sa première saison en Ligue 2 amputée de plusieurs mois en raison de sa blessure, Phliponeau cherche à rebondir en Ligue 2, le FC Annecy étant alors relégué en National. Le milieu défensif effectue un essai à l'US Concarneau et va convaincre Stéphane Le Mignan, l'entraîneur concarnois. Cependant, le FC Annecy n'ayant pas encore son destin scellé (à cause des déboires du FC Sochaux-Montbéliard) et le contrat de Phliponeau incluant une seconde saison en cas de maintien, le milieu défensif ne peut pas encore s'engager avec l'US Concarneau. Finalement le FC Annecy est repêché en Ligue 2 et Phliponeau aurait dû rester en Savoie plutôt que de signer en Bretagne mais les deux clubs se mettent d'accord et le milieu de terrain quitte Annecy pour Concarneau, autre club de Ligue 2.
Il dispute son premier match avec les Thoniers lors de la première journée face au SC Bastia et délivre sa première passe décisive en Ligue 2 pour Nassim Chadli face à l'US Quevilly-Rouen,. Le milieu de terrain réalise une saison convaincante avec l'USC malgré la relégation puisqu'il jouera 33 matchs dont 32 titularisations pour une passe décisive délivrée.

#### Départ à Troyes (depuis 2025)
Après une demi-saison sans club, Phliponeau s'engage au mercato hivernal 2025 pour six mois à l'ESTAC Troyes, club de Ligue 2. Il dispute son premier match avec les troyens face au FC Martigues où il débute titulaire.

### Carrière en sélection
Alors qu'il joue en centre de formation à l'Olympique de Marseille, Phliponeau est sélectionné en avril 2018 pour disputer trois matchs amicaux avec l'équipe de France U18. Il disputera les trois rencontres dont une titularisation face au Mexique où il jouera l'entièreté du match. En septembre 2018, il est pour la première fois sélectionné avec l'équipe de France U19 où il est titularisé pour son premier match face à la Croatie. En juillet 2019, il est sélectionné pour l'Euro U19 2019. Il jouera les trois matchs de poule où il sera titularisé à une reprise face à la Norvège. Cependant, il ne disputera pas la demi-finale où la France est éliminée par l'Espagne.

## Statistiques
| Saison                | Club                        | Championnat           | Championnat | Championnat | Championnat | Coupe(s) nationale(s) | Coupe(s) nationale(s) | Coupe(s) nationale(s) | Total | Total | Total |
| Saison                | Club                        | Division              | M.          | B.          | P.d.        | M.                    | B.                    | P.d.                  | M.    | B.    | P.d.  |
| 2017-2018             | Olympique de Marseille rés. | National 2            | 16          | 0           | 0           | -                     | -                     | -                     | 16    | 0     | 0     |
| 2018-2019             | Olympique de Marseille rés. | National 2            | 25          | 0           | 2           | -                     | -                     | -                     | 25    | 0     | 2     |
| 2019-2020             | Olympique de Marseille rés. | National 2            | 15          | 0           | 1           | -                     | -                     | -                     | 15    | 0     | 1     |
| 2020-2021             | Olympique de Marseille rés. | National 2            | 4           | 0           | 0           | -                     | -                     | -                     | 4     | 0     | 0     |
| Sous-total            | Sous-total                  | Sous-total            | 60          | 0           | 3           | -                     | -                     | -                     | 60    | 0     | 3     |
| 2021-2022             | FC Sète (prêt)              | National              | 27          | 1           | 1           | -                     | -                     | -                     | 27    | 1     | 1     |
| 2022-2023             | FC Annecy                   | Ligue 2               | 11          | 0           | 0           | -                     | -                     | -                     | 11    | 0     | 0     |
| 2023-2024             | US Concarneau               | Ligue 2               | 33          | 0           | 1           | -                     | -                     | -                     | 33    | 0     | 1     |
| 2024-2025             | ESTAC Troyes                | Ligue 2               | 10          | 0           | 0           | -                     | -                     | -                     | 10    | 0     | 0     |
| 2025-2026             | ESTAC Troyes                | Ligue 2               | 2           | 0           | 0           | -                     | -                     | -                     | 2     | 0     | 0     |
| Sous-total            | Sous-total                  | Sous-total            | 12          | 0           | 0           | -                     | -                     | -                     | 12    | 0     | 0     |
| Total sur la carrière | Total sur la carrière       | Total sur la carrière | 143         | 1           | 5           | -                     | -                     | -                     | 143   | 1     | 5     |